# Jeff Skinner
Jeff Skinner (Toronto, Ontario, 16 de mayo de 1992), apodado Skinny, Skins o The Justin Bieber of Hockey, es un jugador profesional canadiense de hockey sobre hielo que se desempeña en la posición de extremo izquierdo en Buffalo Sabres, equipo de la National Hockey League (NHL).

## Carrera
Fue seleccionado en la primera ronda en la NHL Entry Draft de 2010. Hizo su debut profesional con el equipo Carolina Hurricanes, en el cual jugó ocho temporadas (2010-2018), después pasó a Buffalo Sabres, donde lleva jugando seis temporadas.